# Scoparia cinefacta
Scoparia cinefacta là một loài bướm đêm trong họ Crambidae.